# Ривабелла, Джузеппе
Джузеппе Ривабелла (итал. Giuseppe Rivabella, XIX век, Алеcсандрия, Королевство Италия — 1913, Неаполь, Королевство Италия) — итальянский стрелок, первый представитель Италии на Олимпийских играх.

## Биография
Джузеппе Ривабелла родился в итальянском городе Алессандрия.
С 1885 года жил в Афинах, занимался предпринимательством: строил мосты и дороги на острове Самос и в порту Вати. Был богатым и уважаемым человеком, известным в этой местности: жители Самоса хорошо сделанную вещь называли «рипабелла».
За несколько месяцев до Олимпиады поселился в пансионате в афинском районе Плака.
В 1896 году представлял Италию на летних Олимпийских играх в Афинах. Выступал в стрельбе из армейской винтовки с дистанции 200 метров. Его результат неизвестен, однако известно, что Ривабелла не попал в число 12 лучших стрелков и в итоге поделил 14-41-е места.
Ривабелла — первый представитель Италии на Олимпийских играх. Вплоть до 80-х годов считалось, что страну в 1896 году в Афинах не представлял никто, после того как к участию не допустили бегуна-марафонца Карло Айрольди, сочтя его профессионалом. Однако позже упоминание о Ривабелле нашлось в статье журналиста Владиса Гаврилидиса об олимпийском стрелковом турнире в греческой газете «Акрополь» за 1896 год. В 2004 году информация о Ривабелле обнаружилась и в докладе военно-морского министерства Италии: он вступил в спор с правительством Самоса и османскими властям.
Умер в 1913 году в итальянском городе Неаполь.